# Steve Mandanda
Steve Mandanda (Kinshasa, Zaire, 1985. március 28. –) világbajnok francia válogatott labdarúgó, a Stade Rennais játékosa.

## Családja
Steve Mandandának három fiatalabb testvére van, mindannyian kapusok: Parfait, Riffi és Lusitanos Saint-Maur Mandanda.
2020 szeptemberében pozitív koronavírus-tesztet produkált.

## Pályafutása

### Klubcsapatokban

#### A kezdetek
Mandanda 1985-ben született Kinshasában, a Kongói Demokratikus Köztársaságban, de kétéves korában családjával Franciaországba, Évreuxba költözött. Sokáig bokszolt, mielőtt kilencéves korában a helyi labdarúgócsapat, a ALM Évreux utánpótlás akadémiájára került.

#### Le Havre
2000-ben aláírt a francia másodosztályú Le Havre csapatához. 2005 augusztusában debütált a felnőtt együttesben és az első négy találkozóján nem kapott gólt. A 2005–2006-os szezonban 30, míg a 2006–2007-es idényben 37 találkozón játszott. Ezzel több nagyobb klub érdeklődését is felkeltette.

#### Marseille
Miután nem sikerült megegyezni az angol Aston Villával, 2007 nyarán kölcsönbe aláírt az Olympique de Marseille klubjához. Első évadjában az együttesnél Cédric Carrasso mögött csak a második kapusnak számított. Később Carrasso egy térdsérülés miatt 6 hónapig nem léphetett pályára és így Mandanda alapemberré vált. Az első Bajnokok Ligája meccse a török Beşiktaş ellen volt 2007. szeptember 18-án, amelyet megnyertek. A 2007–2008-as kiírásban 44 meccsen játszott és kiérdemelte a klub Év Játékosa címet.
2008. március 5-én Marseille végleg leigazolta. Az utolsó idényében szintén ő lett a marseillei alakulat Év Játékosa. Összesen 441 találkozón védte a csapat kapuját.

#### Crystal Palace
2016. július 1-jén az angol Premier League-ben szereplő Crystal Palace bejelentette a kapus leigazolását, aki ingyen írt alá. A szezon nagy részében azonban sérült volt, így mindössze csak 10 mérkőzésen kapott lehetőséget.

#### Visszatérés – Marseille
2017. július 11-én, 3 millió euró ellenében visszatért a Marseillehez és 3 évre írt alá.
2018. december 22-én lépett pályára 500. alkalommal a klub színeiben az Angers elleni 1–1-es találkozón. 2020. augusztus 25-én, 35 évesen 2024-ig meghosszabbította kontraktusát.

### Stade Rennais
2022. július 6-án a Stade Rennais csapatába igazolt 2024 nyaráig.

### A válogatottban
Többszörös francia korosztályos válogatott és szerepelt az ország B csapatában is.
A francia felnőtt válogatottal részt vett a 2008-as, a 2012-es, 2016-os labdarúgó-Európa-bajnokságon, valamint a 2010-es és a 2018-as labdarúgó-világbajnokságon.
Tagja volt a 2018-as világbajnokságra utazó Francia válogatott keretnek, amely tornán a Dánia elleni csoportmérkőzésen 33 évesen állt a kapuban. A döntőben Horvátországot 4–2-re legyőző csapat megnyerte a trófeát, de ott nem ő védett.

## Statisztikái

### Klubcsapatokban
2020. szeptember 17-én frissítve.
| Klub                   | Szezon             | Liga               | Liga  | Liga | Kupa  | Kupa | Ligakupa | Ligakupa | Európa | Európa | Egyéb | Egyéb | Összesen | Összesen |
| Klub                   | Szezon             | Bajnokság          | Mérk. | Gól  | Mérk. | Gól  | Mérk.    | Gól      | Mérk.  | Gól    | Mérk. | Gól   | Mérk.    | Gól      |
| ---------------------- | ------------------ | ------------------ | ----- | ---- | ----- | ---- | -------- | -------- | ------ | ------ | ----- | ----- | -------- | -------- |
| Le Havre               | 2005–06            | Ligue 2            | 30    | 0    | 0     | 0    | 2        | 0        | —      | —      | —     | —     | 32       | 0        |
| Le Havre               | 2006–07            | Ligue 2            | 37    | 0    | 1     | 0    | 1        | 0        | —      | —      | —     | —     | 39       | 0        |
| Le Havre               | Összesen           | Összesen           | 67    | 0    | 1     | 0    | 3        | 0        | —      | —      | —     | —     | 71       | 0        |
| Marseille (kölcsönben) | 2007–08            | Ligue 1            | 34    | 0    | 2     | 0    | 2        | 0        | 10     | 0      | —     | —     | 48       | 0        |
| Marseille              | 2008–09            | Ligue 1            | 38    | 0    | 2     | 0    | 1        | 0        | 14     | 0      | —     | —     | 55       | 0        |
| Marseille              | 2009–10            | Ligue 1            | 36    | 0    | 2     | 0    | 2        | 0        | 10     | 0      | —     | —     | 50       | 0        |
| Marseille              | 2010–11            | Ligue 1            | 38    | 0    | 0     | 0    | 3        | 0        | 8      | 0      | 1     | 0     | 50       | 0        |
| Marseille              | 2011–12            | Ligue 1            | 38    | 0    | 2     | 0    | 2        | 0        | 9      | 0      | 1     | 0     | 52       | 0        |
| Marseille              | 2012–13            | Ligue 1            | 38    | 0    | 3     | 0    | 1        | 0        | 9      | 0      | —     | —     | 51       | 0        |
| Marseille              | 2013–14            | Ligue 1            | 38    | 0    | 1     | 0    | 2        | 0        | 6      | 0      | —     | —     | 47       | 0        |
| Marseille              | 2014–15            | Ligue 1            | 38    | 0    | 0     | 0    | 0        | 0        | —      | —      | —     | —     | 38       | 0        |
| Marseille              | 2015–16            | Ligue 1            | 36    | 0    | 6     | 0    | 0        | 0        | 8      | 0      | —     | —     | 50       | 0        |
| Marseille              | Összesen           | Összesen           | 334   | 0    | 18    | 0    | 13       | 0        | 74     | 0      | 2     | 0     | 441      | 0        |
| Crystal Palace         | 2016–17            | Premier League     | 9     | 0    | 0     | 0    | 1        | 0        | —      | —      | —     | —     | 10       | 0        |
| Crystal Palace         | Összesen           | Összesen           | 9     | 0    | 0     | 0    | 1        | 0        | —      | —      | —     | —     | 10       | 0        |
| Marseille              | 2017–18            | Ligue 1            | 31    | 0    | 3     | 0    | 0        | 0        | 11     | 0      | —     | —     | 45       | 0        |
| Marseille              | 2018–19            | Ligue 1            | 31    | 0    | 1     | 0    | 1        | 0        | 1      | 0      | —     | —     | 34       | 0        |
| Marseille              | 2019–20            | Ligue 1            | 27    | 0    | 1     | 0    | 1        | 0        | —      | —      | —     | —     | 29       | 0        |
| Marseille              | 2020–21            | Ligue 1            | 3     | 0    | 0     | 0    | —        | —        | 0      | 0      | 0     | 0     | 3        | 0        |
| Marseille              | Összesen           | Összesen           | 92    | 0    | 5     | 0    | 2        | 0        | 12     | 0      | 0     | 0     | 111      | 0        |
| Marseille              | Marseille összesen | Marseille összesen | 426   | 0    | 23    | 0    | 15       | 0        | 86     | 0      | 2     | 0     | 552      | 0        |
| Karrier összesen       | Karrier összesen   | Karrier összesen   | 502   | 0    | 24    | 0    | 19       | 0        | 86     | 0      | 2     | 0     | 633      | 0        |

### A válogatottban
2022. november 30-án frissítve.
| Nemzet        | Év       | Mérkőzés | Gól |
| ------------- | -------- | -------- | --- |
| Franciaország | 2008     | 3        | 0   |
| Franciaország | 2009     | 2        | 0   |
| Franciaország | 2010     | 8        | 0   |
| Franciaország | 2011     | 1        | 0   |
| Franciaország | 2012     | 1        | 0   |
| Franciaország | 2013     | 1        | 0   |
| Franciaország | 2014     | 3        | 0   |
| Franciaország | 2015     | 2        | 0   |
| Franciaország | 2016     | 3        | 0   |
| Franciaország | 2017     | 2        | 0   |
| Franciaország | 2018     | 2        | 0   |
| Franciaország | 2019     | 4        | 0   |
| Franciaország | 2020     | 2        | 0   |
| Franciaország | 2021     | 0        | 0   |
| Franciaország | 2022     | 1        | 0   |
| Összesen      | Összesen | 35       | 0   |

## Sikerei, díjai

### Klubcsapatokban
Marseille
- Francia bajnokság
  - Bajnok: 2009–10
  - Ezüstérmes: 2008–09, 2010–11, 2012–13, 2019–20, 2021–22
- Francia kupa
  - Döntős: 2015–16
- Francia ligakupa
  - Győztes: 2009–10, 2010–11, 2011–12
- Francia szuperkupa
  - Győztes: 2010, 2011
  - Döntős: 2020
- Európa-liga
  - Döntős: 2017–18[22]

### A válogatottban
Franciaország
- Világbajnokság
  - Győztes: 2018[19]

### Egyéni
- Touloni Ifjúsági Torna – A torna legjobb kapusa: 2005
- Francia bajnokság – A hónap játékosa: 2008 február, 2008 augusztus, 2017 szeptember
- Francia bajnokság – A szezon csapatának tagja: 2007–08, 2010–11, 2014–15, 2015–16, 2017–18
- Francia bajnokság – Az év kapusa: 2007–08, 2010–11, 2014–15, 2015–16,[23] 2017–18
- Marseille – Az év játékosa:  2007–08, 2015–16